# Duerne flyver
"Duerne flyver" er en dansk sang lanceret i spillefilmen Jeg er sgu min egen fra 1967. Sangen har tekst af Klaus Rifbjerg og musik af Bent Fabricius-Bjerre og blev i filmen sunget af Cæsar. Cæsar står i Slutterigade og synger op til Daimi der er i fængsel.
"Duerne flyver" er en af de 12 evergreens, der kom med i kulturkanonen.

## Sangteksten
Filmens hovedperson, Annie (Daimi), er en rebelsk ung kvinde, der har svært ved at finde sin plads i livet, men har svært ved at vælge mellem beatmusikeren Anders (Cæsar) og den rige Christian (Peter Steen). Efter mange forviklinger ender hun med at gifte sig med sidstnævnte, om ikke andet så for at få fred for myndighederne, men da hun til sidst ligger med sin mand i ægtesengen, står Anders uden for vinduet og synger lokkende om en mere fri tilværelse med "Duerne flyver". De to mænd spørger nu afslutningsvis Annie: "Hvis er du?", hvortil hun med et stort smil svarer (med henvisning til Piet Heins gruk om den lille kat på vejen, der også med sin sidste linje har leveret filmens titel): "Mjav!"
Sangens tekstsstruktur er ret uregelmæssig, og det kan være svært at tale om vers og omkvæd. Man kan overordnet opdele den i tre afsnit, hvor A-stykket består af 3 linjepar, der hver indledes med "Duerne flyver", med et trelinjers indskud mellem de to første og det sidste linjepar. B-stykket består af en serie korte  sætninger (6 stavelser hver og to ekstra stavelser til sidst), der hænger sammen i et langt manende udsagn, inden det korte C-stykke på et linjepar svarende til de tre i A-stykket runder sangen af. Det er karakteristisk, at sangen er helt urimet.
Indholdsmæssigt introducerer A-stykket duerne som de frie fugle, de er, som man ikke rigtigt ved, hvor man har, hvilket lægger op til en tilsvarende følelse hos tilhøreren (Annie), der også kan have lyst til at gøre som duerne, inden C-stykket sår en lille tvivl igen.

## Melodi
Bent Fabricius-Bjerres melodi er holdt i en mol-baseret tone, der understreger den let melankolske tekst. Mol glider dog ind imellem over i dur, fx for at understrege pointen, når teksten fortæller om solens fremkomst. Melodien går i en relativt hurtig (allegretto) 3/4-takt.

## Den originale udgave
I filmudgaven af sangen ser man blot Cæsar stå med sin akustiske guitar og spille og synge sangen, der varer under to minutter. I den tilhørende pladeudgave akkompagneres sangen af to akustiske guitarer, der desuden er udvidet med et strygermellemspil, hvorved den varer henimod tre minutter.

## Andre versioner
"Duerne flyver" er fortolket i andre udgaver. Mest kendt er nok Grethe og Jørgen Ingmanns version, der blev et pænt hit for parret.  Derudover har trompetisten  Per Nielsen indspillet en instrumentalversion af nummeret på albummet Danske toner (2009), mens Janne Lærkedahl indsang den på albummet Hver aften henad otte (2010). Der findes også andre versioner, både instrumentale og fx korindspilninger af nummeret.